# Léandre-Alain Baker
Léandre-Alain Baker es un actor y director de cine de la República Centroafricana.

## Biografía
Baker nació en Bangui en la República Centroafricana. Es ciudadano de la República del Congo y residente en París. Es autor, actor y director de escena. Trabajando con el escritor Emmanuel Dongala, animó el Théâtre de l'Éclair en Brazzaville. Ha dirigido cortometrajes y largometrajes, y dos documentales sobre los escritores Sony Labou Tansi y Tchicaya U'Tamsi. Como actor, ha participado en cine y televisión.

## Carrera
Es autor de varias novelas y obras de teatro. En 1993 comenzó a realizar cortometrajes, el primero de ellos fue el documental Diogène à Brazzaville, un retrato del escritor congoleño Sony Labou Tansi. Tres años más tarde volvió con un proyecto similar sobre el escritor Tchicaya U Tam'si. Su cortometraje Les Oranges de Belleville sobre un ciego fue una de las quince películas, de diferentes directores, combinadas en la película Paris, la métisse.
En 2006 su obra Les jours se traînent, les nuits aussi (Los días se prolongan, las noches también) fue transmitida por la radio checa. Hablando de la obra, dijo que "no es protesta ni activista, sino más psicológica. Son historias de mujeres y hombres, sus sufrimientos, sus dificultades en la vida".
Su primer largometraje de ficción fue Ramata (2007), un drama con la modelo Katoucha Niane como protagonista. Habla de una mujer senegalesa que, a los 50 años, descubre los placeres de la carne en brazos de un matón 25 años más joven. Ramata se estrenó en Francia en 2011. Fue adaptada de una novela de Abasse Ndione. Baker dijo que al principio dudó en elegir a Katoucha como protagonista debido a su reputación y al hecho de que no era actriz, pero finalmente aceptó que era la indicada para el papel. Dijo de la película "Esencialmente, es la historia de la metamorfosis de una mujer, su relación con el mundo y el universo que la rodea".